# Kristel Wurna
Kristel Wurna (ur. 11 lutego 1992 w Patras) – grecka pływaczka, uczestniczka Letnich Igrzysk Olimpijskich w Londynie i Rio de Janeiro, zdobywczyni srebrnego medalu na Igrzyskach śródziemnomorskich w Mersin w 2013 roku.

## Kariera

### Osiągnięcia
| Rok  | Zawody                     | Miejsce                  | Pozycja | Uwagi            |
| ---- | -------------------------- | ------------------------ | ------- | ---------------- |
| 2012 | Mistrzostwa Europy         | Debreczyn                | 5-ta    | 100 m motyl      |
| 2012 | Mistrzostwa Europy         | Debreczyn                | 5-ta    | 4 x 100 dowolnym |
| 2012 | Mistrzostwa Europy         | Debreczyn                | 6-ta    | 50 m motyl       |
| 2012 | Igrzyska Olimpijskie       | Londyn, Wielka Brytania  | 12      | 100 m motyl      |
| 2012 | Igrzyska Olimpijskie       | Londyn, Wielka Brytania  | 16-ta   | 4 x 100 dowolnym |
| 2013 | Igrzyska śródziemnomorskie | Mersin                   | 2       | 4 x 100 dowolnym |
| 2016 | Igrzyska Olimpijskie       | Rio de Janeiro, Brazylia | 23      | 100 m motyl      |

### Uniwersytet
Uczęszcza do Uniwersytetu w Alabamie, gdzie pływa w akademickich mistrzostwach i zawodach.

## Źródła
- https://www.olympic.org/kristel-vourna
- https://web.archive.org/web/20121217165718/http://www.sports-reference.com/olympics/athletes/vo/kristel-vourna-1.html
- http://championsid.com/profile/3855/